# Гуарани (футбольный клуб, Собрал)
«Гуарани» (порт. Guarany Sporting Club) — бразильский футбольный клуб из города Собрал. В настоящий момент клуб выступает в Серии D Бразилии.

## История
Клуб основан 2 июля 1938 года, домашние матчи проводит на арене «Эстадио до Жунко», вмещающей 15 000 зрителей.
«Гуарани» — четырёхкратный чемпион второго дивизиона штата Сеара. В 1986 году команда участвовала в Серии A многоступенчатого чемпионата Бразилии, где заняла 61-е место. Лучшее достижение в Серии B чемпионата Бразилии — 9-е место в 1983 году.
В 2010 году «Гуарани» стал чемпионом Серии D Бразилии.

## Достижения
- Чемпион Бразилии в Серии D (1): 2010
- Лига Сеаренсе (второй дивизион):
  - Чемпион (4): 1966, 1999, 2005 и 2008.

## Сезоны в чемпионатах Бразилии
- Серия A (1): 1986
- Серия B (6): 1971, 1972, 1981, 1983, 1986, 2002
- Серия С (4): 2001, 2003, 2011, 2012
- Серия D (6): 2010, 2013, 2014, 2017, 2020, 2021